# Valentin Ferron
Valentin Ferron   (Viena del Delfinat, 8 de febrer de 1998) és un ciclista francès, professional des del 2021, quan fitxà per l'equip Team TotalEnergies. En el seu palmarès destaca una etapa al Critèrium del Dauphiné del 2022 i la París-Camembert del 2023.

## Palmarès
- 2017
  - 1r al Circuit Rance Émeraude
- 2018
  - 1r als Boucles de l'Essor
  - 1r al Souvenir Georges-Dumas
  - Vencedor d'una etapa al Circuit des plages vendéennes
- 2019
  - 1r al Gran Premi de Plouay amateur
  - Vencedor d'una etapa al Tour Nivernais Morvan
- 2021
  - Vencedor d'una etapa al Tour de Ruanda
- 2022
  - Vencedor d'una etapa al Critèrium del Dauphiné
- 2023
  - 1r a la París-Camembert
- 2025
  - 1r al Gran Premi La Marseillaise

### Resultats a la Volta a Espanya
- 2020. 87è de la classificació general

### Resultats al Tour de França
- 2023. 89è de la classificació general